# Listă de actori americani (I-L)
Aceasta este o listă de actori din Statele Unite ale Americii (I-L):

Cuprins: Început - 0–9 A B C D E F G H I J K L M N O P Q R S T U V W X Y Z

## I
Dyanne Iandoli - Ice T - John Ingle - Frank Inn - Laura Innes - Manu Intiraymi - John Ireland (actor) - Kathy Ireland - Iron Eyes Cody - Amy Irving - Chris Isaak - Burl Ives - Tommy Ivo - 

## J
Jeremy Jackson - Janet Jackson - Jennifer Jackson - Jonathan Jackson (actor) - Joshua Jackson - Kate Jackson - Mary Jackson - Mary Ann Jackson - Sammy Jackson - Samuel L. Jackson - Sherry Jackson - Glen Jacobs - Nicole Jaffe - Sam Jaffe (actor) - Dean Jagger - Brion James - Kevin James - Thomas Jane - Conrad Janis - Elsie Janis - Allison Janney - David Janssen - Claude Jarman mlajši - Gabriel Jarret - Billy Jayne - Myles Jeffrey - Anne Jeffreys - Herbert Jeffreys - Annalee Jefferies - Allen Jenkins - Richard Jenkins - Jennifer Schwalbach - Claudia Jennings - Penny Johnson Jerald - Adele Jergens - George Jessel (actor) - Michael Jeter - Isabel Jewell - Ann Jillian - Pennelope Jimenez - Robert Joel - Scarlett Johansson - John Doman - Tylyn John - Amy Jo Johnson - Anne-Marie Johnson - Arte Johnson - Ashley Johnson - Ben Johnson (actor) - Brad Johnson - Debi Johnson - Don Johnson - Dwayne Johnson - Echo Johnson - Lynn-Holly Johnson - Rafer Johnson - Russell Johnson - Tor Johnson - Van Johnson - Kristen Johnston - JoJo - Angelina Jolie - Frankie Jonas - Kevin Jonas - Joe Jonas - Nick Jonas - Jonathan Winters - L.Q. Jones - Anissa Jones - Ben Jones (actor) - Buck Jones - Carolyn Jones - Cherry Jones - Dean Jones (actor) - Eddie Jones (actor) - James Earl Jones - Janet Jones - January Jones - Jeffrey Jones - Lauren Jones - Mickey Jones - Orlando Jones - Robert Earl Jones - Sam J. Jones - Shirley Jones - Tommy Lee Jones - Kathryn Joosten - Leslie Jordan - Michael B. Jordan - Will Jordan - Allyn Joslyn - Milla Jovovich - Leatrice Joy - Brenda Joyce (actriță) - Ashley Judd - Christopher Judge - Janet Julian - Rupert Julian - Gordon Jump - Victoria Justice - 

## K
KJ - Suzanne Kaaren - Jane Kaczmarek - Madeline Kahn - Stacy Kamano - Melina Kanakaredes - Steve Kanaly - Carol Kane - Gabe Kaplan - James Karen - John Karlen - Alexandria Karlsen - Richard Karn - Jay Karnes - Alex Karras - Cody Kasch - Jean Kasem - Katrina Leskanich - Andreas Katsulas - Nicky Katt - William Katt - Omri Katz - David Kaufman (actor) - Julie Kavner - Danny Kaye - Wendy Kaye - Tim Kazurinsky - Kea Wong - Stacy Keach - James Keach - Staci Keanan - Buster Keaton - Diane Keaton - Joshua Keaton - Michael Keaton - Andrew Keegan - Scarlett Keegan - Howard Keel - Ruby Keeler - Monica Keena - Tom Keene - Catherine Keener - Bob Keeshan - Jack Kehler - Stacy Keibler - Keith Szarabajka - Brian Keith - David Keith - Robert Keith - Tim Kelleher - Sally Kellerman - DeForest Kelley - Malcolm David Kelley - Catherine Kellner - Paul Kelly (actor) - Amber Rose Kelly - Brian Kelly - Daniel Hugh Kelly - David Patrick Kelly - Dorothy Kelly - Gene Kelly - Grace Kelly - Jean Louisa Kelly - Lisa Robin Kelly - Moira Kelly - Nancy Kelly - Linda Kelsey - Charlotte Kemp - Kerri Kendall - George Kennedy - Jamie Kennedy - Merna Kennedy - Sheila Kennedy - Kari Kennell - Tom Kenny - Enid Kent - Ken Kercheval - Joanna Kerns - Margaret Kerry - Lance Kerwin - Kevin Weisman - Evelyn Keyes - T'Keyah Crystal Keymáh - Kid 'n Play - Nicole Kidman - Richard Kiel - Susan Kiger - Richard Kiley - Victor Kilian - Val Kilmer - Charles Kimbrough - Richard Kind - Anita King - Adrienne King - Cammie King - Chris Thomas King - Jaime King - Perry King - Rosalie King - Lana Kinnear - Kathy Kinney - Alyson Kiperman - George Kirby - Justin Kirk - Phyllis Kirk - Tommy Kirk - Stan Kirsch - Tawny Kitaen - Helen Kleeb - Chris Klein (actor) - Diane Klimaszewski - Elaine Klimaszewski - Kevin Kline - Richard Kline - Jack Klugman - Robert Knepper - Evel Knievel - Christopher Knight - Shirley Knight - Ted Knight - Wayne Knight - Wyatt Knight - Don Knotts - Josh Andrew Koenig - Walter Koenig - Susan Kohner - Clarence Kolb - Sharry Konopski - Bernie Kopell - Harvey Korman - Mary Kornman - Charlie Korsmo - Apollonia Kotero - Yaphet Kotto - Nancy Kovack - Martin Kove - Sarah Kozer - Linda Kozlowski - Jane Krakowski - Clare Kramer - John Krasinski - Brian Krause - Peter Krause - Sabrina Krievins in Erika Krievins - Marta Kristen - David Krumholtz - Lisa Kudrow - Sheila Kuehl  - Judy Kuhn -  Nancy Kulp - Mila Kunis - Richard Kuranda - Emily Kuroda (actriță) - Troy Kurtis - Swoosie Kurtz - Ashton Kutcher - Alexandra Kyle -

## L
Alison LaPlaca - Laura La Plante - Rod La Rocque - Lash La Rue - Eriq La Salle - Lucille La Verne - Florence La Badie - Shia LaBeouf - Winona LaDuke - Felicity LaFortune - Barbara La Marr - Robia LaMorte - Adam LaVorgna - Matthew Laborteaux - Patrick Labyorteaux - Nick Lachey - Alan Ladd - Cheryl Ladd - Chris Ladd - Diane Ladd - Jordan Ladd - James Lafferty - Bert Lahr - Christine Lahti - Arthur Lake (actor) - Patricia Lake - Ricki Lake - Veronica Lake - Christine Lakin - Hedy Lamarr - Adam Lamberg - Karen Lamm - Dorothy Lamour - Burt Lancaster - John de Lancie - Juliet Landau - Martin Landau - David Lander - Steve Landesberg - Sonny Landham - Carole Landis - Forrest Landis - Jessie Royce Landis - Joe Lando - Michael Landon - Ali Landry - sestre Lane - Abbe Lane - Diane Lane - Nathan Lane - June Lang - Lex Lang - Harry Langdon - Hope Lange - Jessica Lange - Ted Lange - Frank Langella - Heather Langenkamp - A. J. Langer - Frances Langford - Wallace Langham - Robert Lansing (actor) - John Larroquette - David Larsen - Christine Larson - Jack Larson - Ali Larter - Louise Lasser - Chester Lauck - Billy Laughlin - Tom Laughlin (actor) - Laurel and Hardy - Lauren Bosworth - Dan Lauria - Piper Laurie - Ed Lauter - Taylor Lautner - Linda Lavin - Jennifer Lavoie - John Phillip Law - Marc Lawrence - Andrew Lawrence (actor) - Carol Lawrence - Florence Lawrence - Joey Lawrence - Matthew Lawrence - Rosina Lawrence - Bianca Lawson - Maggie Lawson - Paul Le Mat - Matt LeBlanc - Clayton LeBouef - Kelly LeBrock - Adam LeFevre - Lance LeGault - Mervyn LeRoy - Hal LeSueur - Nicholas Lea - Britt Leach - Cloris Leachman - Christina Leardini - Denis Leary - Rex Lease - Frederic Lebow - Charles Lederer - Brandon Lee - China Lee - Daniel Curtis Lee - Diana Lee - Gypsy Rose Lee - Jason Lee (actor) - Jason Scott Lee - Julia Lee - Luann Lee - Peggy Lee - Shannon Lee - Sheryl Lee - William Gregory Lee - Andrea Leeds - Lila Leeds - Erica Leerhsen - Michael Legge (filmski producent) - Henry Lehrman - Ron Leibman - Hudson Leick - Janet Leigh - Jennifer Jason Leigh - Katie Leigh - Leisha Hailey - Chris Lemmon - Jack Lemmon - Mark Lenard - Thomas Lennon - Adriane Lenox - Bethany Joy Lenz - Nicole Marie Lenz - Marion Leonard - Leonard Stone - Gloria Leonard - Joshua Leonard - Robert Sean Leonard - Marianne Leone Cooper - Al Leong - Téa Leoni - Chauncey Leopardi - Logan Lerman - Ken Lerner - Michael Lerner (actor) - Jennifer LeRoy - Joan Leslie - Tom Lester - Jared Leto - Al Lettieri - Ken Leung - Oscar Levant - Paul Levesque - Samm Levine - Al Lewis - Geoffrey Lewis - Jenny Lewis - Juliette Lewis - Richard Lewis (comic) - Vicki Lewis - Jennifer Lien - Judith Light - Matthew Lillard - Iyari Limón - Tiffany Limos - Lar Park Lincoln - Linda Harrison - Hal Linden - Kate Linder - Audra Lindley - Delroy Lindo - Amy Lindsay - Laura Linney - Larry Linville - Alex D. Linz - Ray Liotta - Jonathan Lipnicki - Peggy Lipton - John Lithgow - Little Jack Little - Angela Little - Cleavon Little - Lucy Liu - Blake Lively - Eric Lively - Margaret Livingston - Ron Livingston - Liz Sheridan - Christopher Lloyd - Danny Lloyd - Jake Lloyd - Lisa Lo Cicero - David Lochary - Sondra Locke - Anne Lockhart - June Lockhart - Heather Locklear - Gary Lockwood - Harold Lockwood - Philip Loeb - Cirroc Lofton - Robert Loggia - Lindsay Lohan - Alison Lohman - Kristanna Loken - Carole Lombard - Jason London - Jason and Jeremy London - Jeremy London - Julie London - Tom London - Audrey Long - Howie Long - Justin Long - Nia Long - Richard Long (actor) - Shelley Long - Eva Longoria - Mike Lookinland - Jennifer Lopez - Phillips Lord - Del Lord - Traci Lords - Lisa Loring - Marion Lorne - Lori Loughlin - Julia Louis-Dreyfus - Anita Louise - Tina Louise - Demi Lovato - Courtney Love - Melody Love - Frank Lovejoy - Candy Loving - Celia Lovsky - Rob Lowe - Carey Lowell - Scott Lowell - Robert Lowery (actor) - Lynn Lowry - Michael Lowry (actor) - Myrna Loy - Josh Lucas - Wilfred Lucas - Shannon Lucio - Laurence Luckinbill - Charles Ludlam - Derek Luke - Jamie Luner - Alfred Lunt - Ida Lupino - Kellan Lutz - Alexandra Lydon - Jane Lynch - Richard Lynch - Carol Lynley - Diana Lynn - Ginger Lynn - Jeffrey Lynn - Ben Lyon - Sue Lyon - Natasha Lyonne - 